# Quim (football, 1975)
Pour les articles homonymes, voir Quim.
Joaquim Manuel Sampaio Silva, dit Quim, est un footballeur portugais né le 13 novembre 1975 à Vila Nova de Famalicão (Portugal). Il évolue au poste de gardien de but.

## Biographie
Révélé à Braga, il s'impose comme titulaire au Benfica Lisbonne jusqu'à devenir une des coqueluches du public du stade de la Luz, effaçant ainsi d'autres portiers comme Moreira, ou l'ancien capitaine de Leverkusen Hans-Jörg Butt. 
C'est un joueur complet, redoutable sur sa ligne, aux sorties sûres. Il fait le bonheur des supporters lisboètes par la régularité de ses prestations sous le maillots des « encarnados ». 
Il débute en équipe nationale le 18 août 1999 en match amical contre Andorre (4-0). Il participe à l'Euro 2000, à l'Euro 2004 puis à la Coupe du monde 2006 avec le Portugal. Il est aussi le malheureux qui n'a pas pu participer à l'Euro 2008.
Au total, Quim reçoit 32 sélections en équipe du Portugal.

## Carrière
| Période   | Club             | Pays     | Matchs     |
| 1994-2004 | Sporting Braga   | Portugal | 208 matchs |
| 2004-2010 | Benfica Lisbonne | Portugal | 151 matchs |
| 2010-2013 | Sporting Braga   | Portugal | 61 matchs  |

## Palmarès
- Champion du Portugal (2) : 2005 et 2010 avec le Benfica Lisbonne
- Vainqueur de la Coupe du Portugal (1) : 2018 avec le CD Aves
- Vainqueur de la Coupe de la Ligue (3) : 2009 et 2010 (avec le Benfica Lisbonne) et en 2013 (avec le SC Braga)
- Vainqueur de la Supercoupe du Portugal (1) : 2005 avec le Benfica Lisbonne
- Finaliste de l'Euro 2004 avec le Portugal
- Finaliste de la Ligue Europa en 2011 avec le SC Braga

## Statistiques
À l'issue de la saison 2009-2010
- 20 matchs en Ligue des Champions
- 18 matchs en Coupe de l'UEFA
- 2 matchs en Coupe des coupes
- 339 matchs en 1re division portugaise